# La Charce
La Charce település Franciaországban, Drôme megyében. Lakosainak száma 24 fő (2022. január 1.). La Charce Cornillac, Establet, Pommerol, Rottier és Valdoule községekkel határos.

## Népesség
A település népességének változása:
| Lakosok száma | 46   | 38   | 36   | 44   | 31   | 35   | 34   | 28   | 25   | 24   |
|               | 1968 | 1982 | 1990 | 2006 | 2013 | 2015 | 2017 | 2019 | 2020 | 2022 |